# Tucker (autómárka)

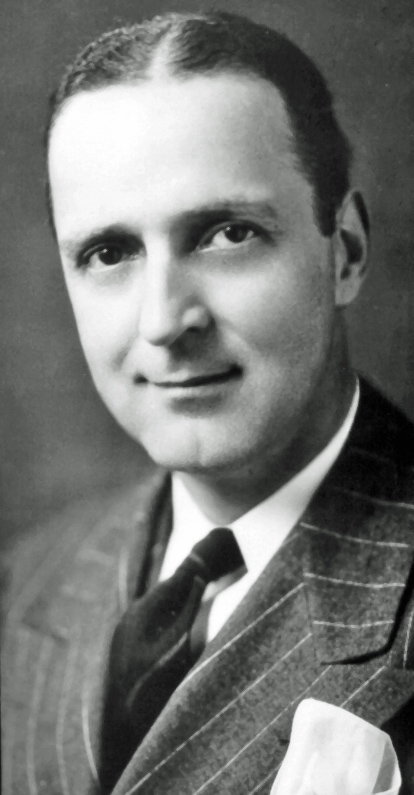
Preston Tucker arcképe

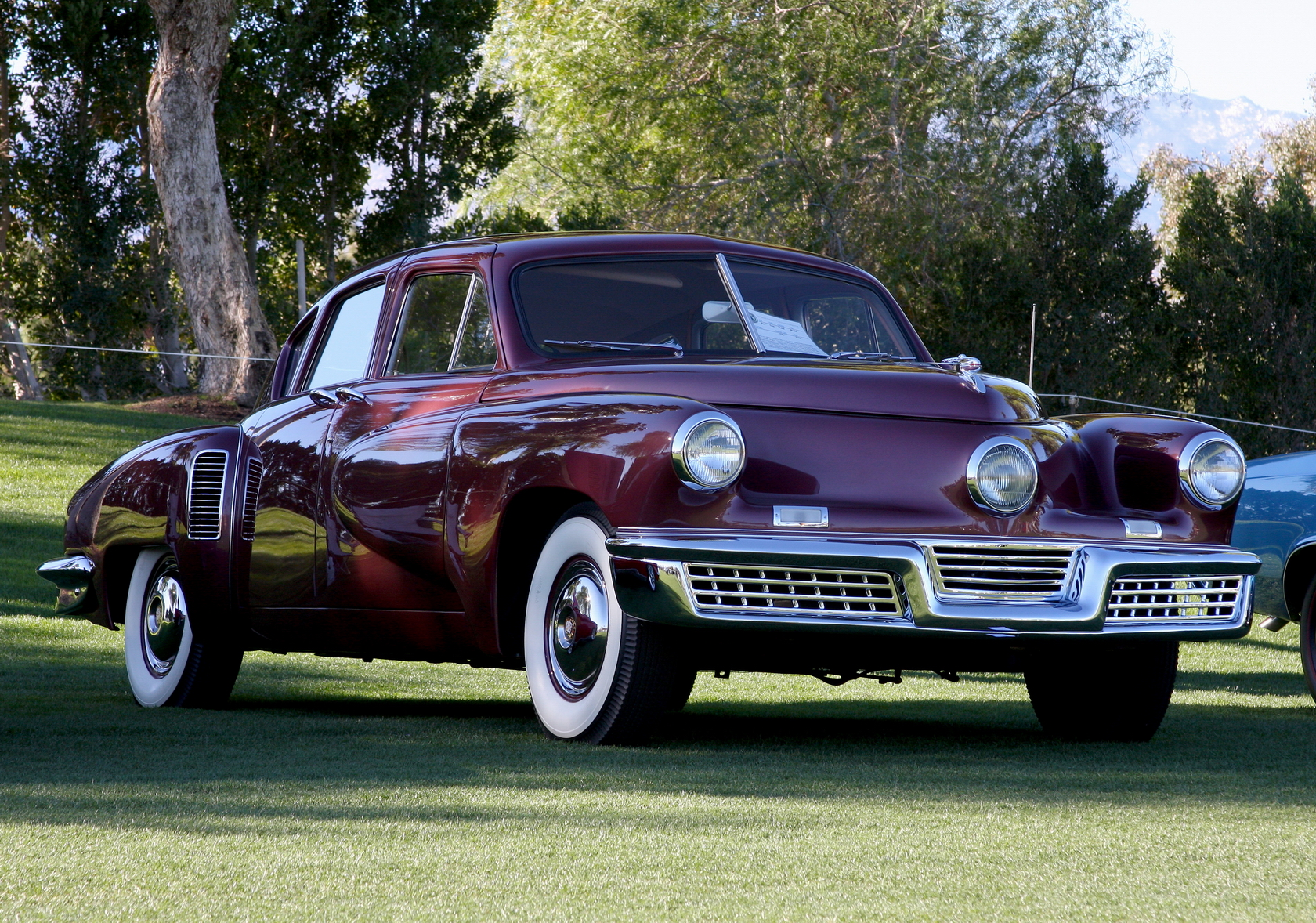
Az 1948-as Tucker

A Tucker egy rövid életű, 1946 és 1948 között 51 példányban gyártott amerikai luxusautó volt.
A chicagói Preston Tucker a második világháború utáni évek egyik legérdekesebb „álomautóját” hozta létre,Alex Tremulis közreműködésével. A három fényszóróval, középen elhelyezett kormánykerékkel, saját fejlesztésű (ún. Tuckermatic) automatikus sebességváltó-művel, elöl-hátul tárcsafékekkel ellátott sedan végsebessége megközelítette a 200 km/h-t. Hathengeres léghűtéses boxermotorja volt a Tuckernek.
Preston Tucker ellen  csalás vádjával 1948-ban eljárás indult. Tucker ugyan 1950-re tisztázta igazát, ám közben vállalkozása, a The Tucker Corporation  tönkrement. Amikor 1956-ban meghalt, még mindig folytak a tárgyalások autójának brazíliai gyártásáról. 

## Forrás
G. N. Georgano: Complete Encyclopaedia of Motor Cars, 1969, Dutton